# Nelson Parijós
Nelson da Silva Parijós (Cametá, 19 de abril de 1884 — Cametá, 5 de janeiro de 1970). Filho do comerciante português Antônio Joaquim Alves da Silva e Genoveva Maria de Parijós e Silve, foi um político brasileiro. Tendo exercido o mandato de deputado pelo Pará entre 1946-1959. Cursou a Escola Acadêmica do Porto, em Portugal, formando-se em agronomia pela Escola Superior de Agronomia de Gembioux, na Bélgica. Ao voltar para Brasil, tornou-se bacharel em ciências jurídicas e sociais pela Faculdade de Direito do Pará. 
Se empenhou por um tempo, já de volta à sua cidade natal, a exploração de castanhas. Em 1911 acabou organizando uma colônia de pescadores e foi responsável pela tesouraria do Município de Cametá. Filiou-se ao Partido Republicano Federal, sendo tabelião em Abaeté, atual Abaetetuba até 1920. No governo estadual de Dionísio Bentes, em 1926, foi diretor do campo de cacau de Cametá.Parijós ocupou ainda o cargo de promotor público e chefe de polícia de Marabá (PA). 
Depois de 1930 e a Revolução que colocou Getúlio Vargas no poder, passou a fazer parte da Frente Única Paraense, elaborada em 1934. Fazendo oposição a maior força política da região do rio Tocantins, Joaquim Magalhães Barata. Foi ainda prefeito de sua cidade Natal, durante o governo constitucional de José Malcher (1935-1937).
No fim do Estado Novo conseguiu eleger-se, em dezembro de 1945, deputado para Assembleia Nacional Constituinte, fazendo parte do PSD. Participando assim da promulgação da nova Constituição de 1946. No ano de 1950 se elegeu novamente deputado federal, ainda pelo PSD. Fez o mesmo feito em 1954, quando foi lançado ao cargo público pela Aliança Social Democrática, instaurada no Pará pelo PSD e PRP (Partido Representação Popular). Saiu da Câmara dos Deputados em 1959, quando o seu último mandato chegou ao fim. Faleceu em sua cidade natal, cametá, no dia 5 de janeiro de 1970.

## Atividades Parlamentares
- Integrante da Comissão Permanente de Obras Públicas
- Comissão Especial de Pecuária
- Comissão de Valorização da Amazônia.